# Hello, 'Frisco
Hello, 'Frisco est un film américain réalisé par Slim Summerville, sorti en 1924, avec de nombreux acteurs de l'époque dans leur propre rôle.

## Fiche technique
- Réalisation : Slim Summerville
- Production : Carl Laemmle
- Distributeur : Universal Pictures
- Lieu de tournage : Universal Studios
- Format : Noir et blanc
- Son : Muet
- Langue : Anglais
- Genre : Comédie
- Durée : 10 minutes (1 bobine)[1]
- Date de sortie : 29 septembre 1924

## Distribution
- Slim Summerville : Slim
- Bobby Dunn as Bobby
- James Rolph Jr. : le maire de San Francisco (lui-même)
- Antonio Moreno : lui-même
- Wanda Wiley : elle-même
- Bryant Washburn : lui-même
- William Duncan : lui-même
- Edith Johnson : elle-même
- Norman Kerry : lui-même
- Hoot Gibson : lui-même
- William Desmond : lui-même
- Hobart Bosworth : lui-même
- Jack Hoxie : lui-même
- William S. Hart : lui-même
- Bebe Daniels : elle-même
- Jackie Coogan : lui-même
- Anna Q. Nilsson : elle-même
- J. Warren Kerrigan : lui-même
- Sydney Chaplin : lui-même
- Lloyd Hamilton : lui-même
- Barbara La Marr : lui-même
- Lew Cody : lui-même
- Fred Niblo : lui-même
- Belle Bennett : elle-même
- Ralph Lewis : lui-même
- Elliott Dexter : lui-même
- Rin Tin Tin : lui-même